# ويليام بوتير (لاعب كريكت)
ويليام بوتير (بالإنجليزية: William Potter)‏ (1799 في المملكة المتحدة - 16 سبتمبر 1853 في المملكة المتحدة) هو لاعب كريكت بريطاني (وحمل سابقاً جنسية المملكة المتحدة لبريطانيا العظمى وأيرلندا ومملكة بريطانيا العظمى).